# ユー・ガッタ・チャンス
『ユー・ガッタ・チャンス』は1985年2月9日に公開された日本映画。本来の表記は中黒は星マークで『ユー☆ガッタ☆チャンス』。吉川晃司の芸能界デビュー作『すかんぴんウォーク』に続く吉川晃司×大森一樹監督による「民川裕司3部作」の第2作。翌1986年に『テイク・イット・イージー』が製作され、3部作は完結した。
歌手デビューを果たし、既に武道館を埋めるアイドルスターになった人気絶頂の民川裕司（吉川晃司）が、超過密スケジュールの中でイラ立ち「レールを外れなきゃ前は見えないぜ」と捨てゼリフを吐き、闇雲に走りながら自分を見つめなおし、新たに出発するまでを描く。

## キャスト
- 民川裕司 - 吉川晃司
- 君島夕子 - 浅野ゆう子
- 間島健 - 柴俊夫
- 本郷一佐 - 阿藤海
- 本郷二佐 - 佐藤蛾次郎
- 本郷三佐 - アパッチけん
- モニカ - 辺見マリ
- 伊丹明雄 - 高山広士
- 野末和吉 - 小松政夫
- 本郷あゆみ - 松本明子
- 林年男 - 加藤善博
- 青木守行 - 安田伸
- 磯村瀬里 - 広田玲央名
- 機村太郎 - レイモンド・アンソニー・ドゥーハン
- 中山伍一 - 大谷淳
- サーフィンクラブの店員 - 相田寿美緒
- 裕司のスタッフ・バンド - PaPa
- 関川達也 - 宍戸錠
- 貝塚吉夫 - 山田辰夫
- 合田達郎 - 原田芳雄

## スタッフ
- 企画 - 渡辺晋
- 監督 - 大森一樹
- 製作 - 岡田裕、佐々木史朗
- プロデューサー - 八巻晶彦、佐々木哲
- 脚本 - 丸山昇一
- 撮影 - 水野尾信正
- 音楽 - 大村雅朗
- 主題曲 - 吉川晃司「You Gotta Chance 〜ダンスで夏を抱きしめて〜」
- 美術 - 金田克美
- 編集 - 井上治
- 照明 - 三荻国明
- 録音 - 伊藤晴康
- 助監督 - 平山秀幸

## 製作
大森一樹監督は『プレイガイドジャーナル』1985年2月号のインタビューで「『すかんぴんウォーク』の仕事を受ける時に、自分の中に二本目があった。『すかんぴんウォーク』を上手いことやりゃ二本目は好きなこと出来るやろういう、ある程度の計算があって、『すかんぴんウォーク』をきっちり作って、渡辺プロ並びに東宝を満足させるものを作れば、二本目に関してはそんなになんのかんの言うことないやろ思て。そういう意味では今回はやりたいことが出来たというのはある」「自分のポジションとしては、舛田利雄が一番上で、大島さんなんかがおって、パキさん、深作さん、神代さんのラインがあって、その次ぐらいまで今きてる思うんやな。まあ俺らのラインつうのは年齢的にいうと、年長はゴジから始まって、石井、長崎あたりなんやな。阪神でいうと岡田ぐらいかな。北村、吉竹あたりはもう過ぎて、掛布まではいかんと」などと述べている。

### 脚本
劇中、君島夕子（浅野ゆう子）のセリフに「夢はどんな風にでもあるわ」があるが、これは大森映画のテーマである「人間にとって一番大切な能力は夢を見る能力。夢を見る力のない人間には、結局、夢のような仕事はできない」を反映させたもの。またこの大森の考え方から丸山昇一の最終稿のうち、映画監督の合田達郎（原田芳雄）のキャラ付けをクランクイン後に変更している。
大森は自分としては『オレンジロード急行』に一番近い映画と思う。やりたい映画はいつも『オレンジロード急行』」と述べている。

### キャスティング
脱がないが、トレンディドラマでブレイクする直前の浅野ゆう子が胸元への切れ込みも鋭いセクシー水着を披露している。

### 撮影
大森監督が「『すかんぴんウォーク』からちょうど一年や、クランクインした日なんか、一緒や」と話していることから、本作の撮影は1984年9月の約1か月と見られる。公開日もほぼ一緒で、2月二週目の当時の映画封切の慣例だった土曜日になっている。
大森は吉川の成長について「もともと素質はあるとは思てたからね。のみ込みが早い。一本目なんかカットごとに繋がるなんて全然分からへんわけやろ。それが一本やってみて大体分かって、その分、うるさいわな。あちこちの雑誌で『僕の意見もだいぶ入ってる』いうてて、この前会うた時『どこが入ってんねや』て聞いたら憮然とした顔して『No No Circulatin』の音楽で足元から始まるとこ。あれは僕のアイデアです』やってん。そういえば現場で言うてたな」などと述べている。
大森は吉川に対して「日活の感じが残ってる唯一の俳優、赤木圭一郎2世だ」などとベタ褒めだったが、吉川は大森に「アイドル映画にはしないで下さい」等と突っかかり、大森が「生意気だ！」と都度都度衝突した。吉川はマスメディアに対しても「アイドルって言葉はやめて下さい。ジンマシンが出そうだ」などとツッパリまくった。吉川は17年後に当時を振り返り、「最初の『すかんぴんウォーク』は面白かったですけどね。本数を重ねるに連れて…監督と衝突の毎日でしたよ。あのシリーズは脚本はすべて丸山昇一さんで、丸山さんといえば優作さんの片腕でもあった方じゃないですか。俺はもう胸張って『スタントなしで全部やってやる』という気持ちだったんです。でもいざ現場では、『怪我したら撮影できなくなる』ってストップがかかる。そりゃあ向こうの言ってることの方が社会的には正しいんでしょうけど。無理やりスタントシーンも自分でやってました（笑）。単なる"アイドル映画"と割り切られているのもイヤだったんです。俺は『原宿のメインストリートよりも、一本路地裏の方が面白いものがあるじゃないの？ そういうアイドル映画作ったらどうですか?』って考えだったから、こっちはこっちで18歳は18歳に見せたくないわけで。大人びて映りたいという欲もあって、ちょっと迷惑かけたかな、とは思いますけど」と述べている。大森監督は「吉川は二作目ぐらいから凄く意見を言い出してよく喧嘩した。三作目になると『じゃあスケジュールを取ってきたら僕の考えで撮れますよね。僕が社長に話してきます』などと言いだし、結局吉川とはケンカ別れした」などと話している。
グアムロケが行われたが、これは最初、ナベプロサイドから「ウィンドサーフィンの選手権を目指す男の話で、吉川に海外に行ってウィンドサーフィンをやらす」という注文があったことの名残で、大森は「そんなんあんまりでしょ」と抵抗し、ナベプロとの攻防が行われ、何とかあそこまで縮みきった。大森は「完全にグアムはいらんと押し切ればよかったと悔いが残る」と述べている。またナベプロから（本作封切前の1985年1月の時点で）「来年もよろしく」と三本目製作の打診を受けていると話し、「三本目をやったら『大森さん何やってるんですか』と言われそうで怖いな。テレンス・ヤングも007シリーズの二本目でやめて四本目で復帰したし、三本目は誰かにやってもらって『やっぱり大森さんでないとダメや』言われて、そこで出ていくとカッコええやんな。しかし『こっち（三本目やった監督）の方がええやん。こっちで行こう』となったら怖いな、いうのが10パーセントぐらいある。何や、吉川使うたら誰でもこれぐらい出来るんや、いうのが分かると。吉川はやっぱり映画スターの方がええんと違うんかな。アクションがきれいやろ。真田君なんかがやるアクションと違うやろ。さりげなくスーッと行ったりするやん。吉川で『ジェームス山の李蘭』やりたいな。吉川は映画の中で育ったスターや思うよ。『仁義なき戦い』にチンピラが一人毎回出てきたやん。まあいうたら吉川はあれなんかに入るような役者やね」などと述べている。

## 作品の評価
吉川はプロデビュー前なのに『すかんぴんウォーク』の撮影現場で「アイドル映画にはしないで下さい」と大森監督に盛んに突っかかったと言われているが、『シティロード』は「丸山脚本で目一杯キメた、いかにもアイドル映画らしいアイドル映画」などと評価している。

## 同時上映
『クララ白書・少女隊PHOON』
- 主演：少女隊／監督：河崎義祐／原作：氷室冴子